# Premierzy Niue
Premier Niue – szef lokalnego rządu. Jest wybierany przez 20 posłów zasiadających w lokalnym parlamencie, następnie premier wybiera spośród nich trzech ministrów.

## Lista premierów Niue
| Osoba | Osoba                               | Kadencja             | Kadencja        | Partia polityczna                                  |
| #     | Imię i Nazwisko                     | Od                   | Do              | Partia polityczna                                  |
| ----- | ----------------------------------- | -------------------- | --------------- | -------------------------------------------------- |
| 1     | Robert Rex (1909–1992)              | 19 października 1974 | 12 grudnia 1992 | bezpartyjny (do 1987) Ludowa Partia Niue (od 1987) |
| 2     | Young Vivian (1935–)                | 12 grudnia 1992      | 9 marca 1993    | Ludowa Partia Niue                                 |
| 3     | Frank Fakaotimanava Lui (1935–2021) | 9 marca 1993         | 26 marca 1999   | bezpartyjny                                        |
| 4     | Sani Lakatani (1936–)               | 26 marca 1999        | 1 maja 2002     | Ludowa Partia Niue                                 |
| (2)   | Young Vivian (1935–)                | 1 maja 2002          | 19 czerwca 2008 | Ludowa Partia Niue (do 2003) bezpartyjny (od 2003) |
| 5     | Toke Talagi (1951–2020)             | 19 czerwca 2008      | 11 czerwca 2020 | bezpartyjny                                        |
| 6     | Dalton Tagelagi (1968–)             | 11 czerwca 2020      | nadal           | bezpartyjny                                        |